# Хуштон (Џорџија)
Хуштон (енгл. Hoschton) град је у америчкој савезној држави Џорџија. По попису становништва из 2010. у њему је живело 1.377 становника.

## Демографија
Према попису становништва из 2010. у граду је живело 1.377 становника, што је 307 (28,7%) становника више него 2000. године.
| Група             | 2000.       | 2010.         |
| Белци             | 989 (92,4%) | 1.186 (86,1%) |
| Афроамериканци    | 52 (4,9%)   | 45 (3,3%)     |
| Азијати           | 1 (0,1%)    | 8 (0,6%)      |
| Хиспаноамериканци | 15 (1,4%)   | 105 (7,6%)    |
| Укупно            | 1.070       | 1.377         |